# Thauron
Thauron ist eine Gemeinde im Zentralmassiv in Frankreich. Sie gehört zur Region Nouvelle-Aquitaine, zum Département Creuse, zum Arrondissement Guéret und zum Kanton Ahun. Die Bewohner nennen sich Thauronnais oder Thauronnaises. 

## Geographie
Sie grenzt im Norden an Janaillat, im Nordosten an  Sardent, im Osten an Pontarion, im Südosten an Soubrebost, im Süden an Mansat-la-Courrière, im Südwesten an Saint-Dizier-Masbaraud mit Masbaraud-Mérignat (Berührungspunkt), im Westen an Bosmoreau-les-Mines und im Nordwesten an Saint-Dizier-Masbaraud mit Saint-Dizier-Leyrenne. Die Gemeinde wird vom Fluss Taurion tangiert.

## Sehenswürdigkeiten
- Kloster Palais-Notre-Dame aus dem 12. Jahrhundert
- Kirche Saint-Christophe
- Kirche Saint-Barthélemy im Ortsteil Bonneville

## Bevölkerungsentwicklung
| Jahr      | 1962 | 1968 | 1975 | 1982 | 1990 | 1999 | 2006 | 2012 |
| --------- | ---- | ---- | ---- | ---- | ---- | ---- | ---- | ---- |
| Einwohner | 288  | 225  | 197  | 169  | 190  | 189  | 186  | 181  |